# Duaal veelvlak

Dualiteit tussen de kubus en het regelmatige achtvlak

In de ruimtemeetkunde worden twee typen veelvlakken elkaars duale veelvlakken  genoemd, als er een tweeplaatsige relatie tussen beide veelvlakken is, waarin de zijvlakken van het eerste veelvlak overeenkomen met de hoekpunten van het andere veelvlak en omgekeerd. Daarbij worden twee veelvlakken alleen van hetzelfde type genoemd, wanneer ze gelijkvormig zijn. Een voorbeeld is de kubus met als duaal veelvlak het regelmatige achtvlak.
Het regelmatige viervlak en de piramiden met een regelmatige veelhoek als grondvlak zijn het duale veelvlak van zichzelf. Zij hebben de eigenschap dat er evenveel hoekpunten als zijvlakken in voorkomen.
De vier andere regelmatige veelvlakken dan het viervlak vormen twee paren duale veelvlakken. De vier kepler-poinsot-lichamen vormen ook twee paren duale veelvlakken. De catalanlichamen zijn per definitie de duale veelvlakken van de archimedische lichamen. Het duale veelvlak van een recht prisma met een regelmatige veelhoek als grondvlak is een bipiramide.
Een duaal veelvlak {\displaystyle D} van een gegeven veelvlak {\displaystyle A} kan worden gevormd door binnen ieder zijvlak van {\displaystyle A} een punt te kiezen als hoekpunt van {\displaystyle D}, voor iedere ribbe van {\displaystyle D} een verbindingslijn of -kromme te nemen tussen twee hoekpunten van {\displaystyle D} wanneer de twee vlakken in {\displaystyle A} waar zij uit zijn genomen tegen elkaar liggen, en voor ieder hoekpunt van {\displaystyle A} als zijvlak van {\displaystyle D} een mogelijk gekromd oppervlak te nemen dat door een gesloten keten van ribben van {\displaystyle D} wordt begrensd. Bij een veelvlak dat vervormbaar is tot een bol wordt dit extra overzichtelijk als het in gedachte wordt toegepast na deze vervorming, omdat het dan lokaal om een tweedimensionale situatie gaat.
Wiskundige dualiteit wordt soms ook reciprociteit of polariteit genoemd.

## Constructie
Voor een uniform veelvlak kan een zijde van het duale veelvlak met behulp van de Dorman-Luke-constructie worden gevonden. Dit wordt aan de hand van het volgende voorbeeld verduidelijkt.
De zijde van de rombische dodecaëder, de duale vorm van de kuboctaëder, wordt als volgt geconstrueerd.
- De middens A, B, C en D van de ribben rondom één hoekpunt van het veelvlak worden met elkaar verbonden. De ontstane figuur ABCD is een vlakke figuur.
- Construeer de omgeschreven cirkel van ABCD.
- Trek de raaklijnen aan deze cirkel in de punten A, B, C en D.
- De raaklijnen snijden elkaar in de punten E, F, G en H .
- De figuur EFGH is een nieuwe vlakke figuur.
- Deze figuur vormt een zijvlak van het duale veelvlak.

## Websites
- (en)  MathWorld. Dual Polyhedron.